# Javier Golovchenko
Javier Golovchenko (* 12. März 1974) ist ein uruguayischer Schwimmer.
Golovchenko weist in den Jahren 1991 und 1995 zwei Teilnahmen mit der uruguayischen Mannschaft bei Panamerikanischen Spielen auf. Überdies nahm er an den Südamerikaspielen 1994 in Venezuela teil und gewann dort Gold über 100 Meter Brust und Silber auf der 100-Meter-Schmetterlingstrecke. Er vertrat zudem sein Heimatland bei den Olympischen Spielen 1996 in Atlanta. Dort startete er über die 100-Meter-Schmetterlingstrecke und die 200-Meter-Schmetterlingdistanz. Während er im erstgenannten Wettbewerb unter Aufstellung eines neuen, bis heute gültigen uruguayischen Landesrekordes den 33. Rang belegte, platzierte er sich über die 200-Meter-Strecke an 37. Stelle des Gesamtklassements. 1999 stellte er mit der uruguayischen 4-mal-100-Meter-Lagenstaffel einen neuen uruguayischen Rekord auf, der nach wie vor Bestand hat.
Golovchenko ist Trainer des Schwimmers Gabriel Melconián, der 2012 an den Olympischen Spielen in London teilnahm.

## Rekorde
Golovchenko ist Inhaber der folgenden uruguayischer Landesrekorde:
- 100 Meter Schmetterling (0:55,26, aufgestellt am 24. Juli 1996 in Atlanta)
- 4-mal-100-Meter-Lagenstaffel (Nationalmannschaft) (04:03,01, aufgestellt in der Zusammensetzung mit Zuasnabar, F. Picasso, Olmedo am 11. Oktober 1999)[3]